# Appana anthophyes
Appana anthophyes är en fjärilsart som beskrevs av Fletcher 1963. Appana anthophyes ingår i släktet Appana och familjen nattflyn. Inga underarter finns listade i Catalogue of Life.